# Остромирове Євангеліє

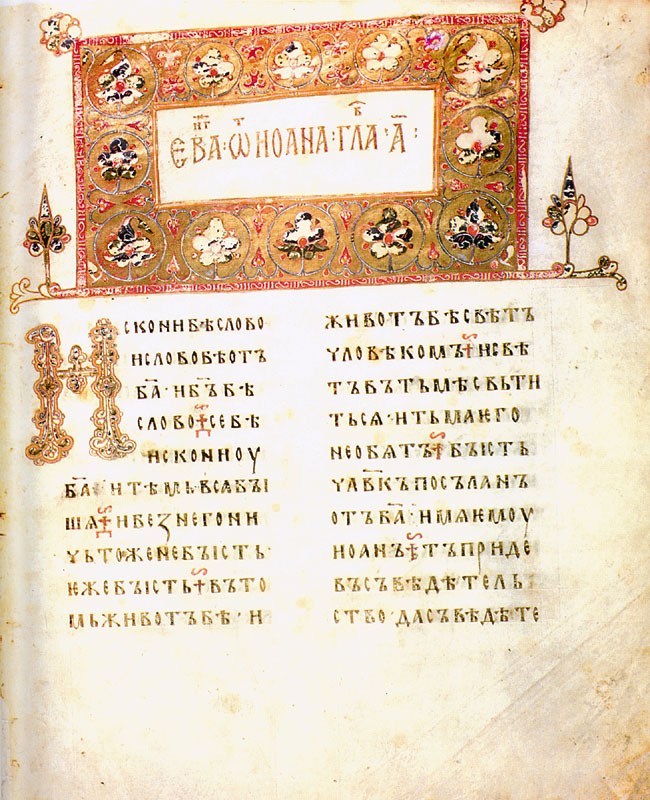
Остромирове Євангеліє. Аркуш 2

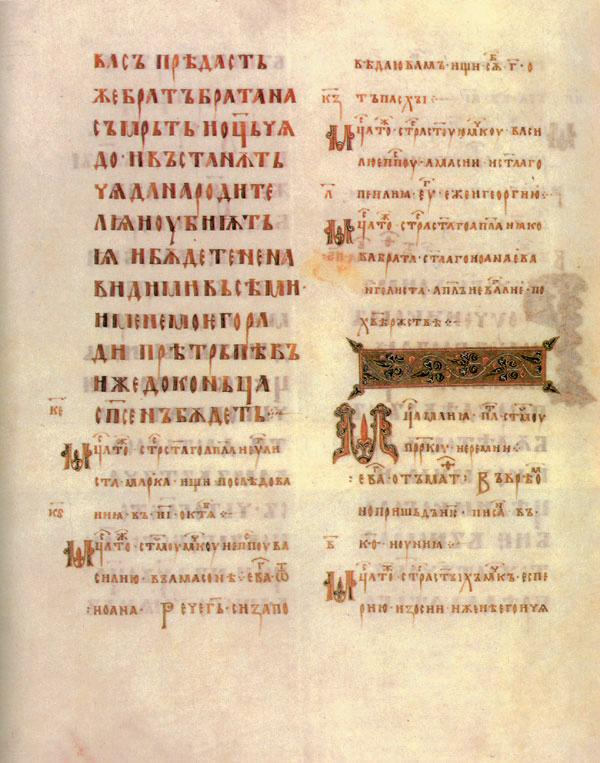
Остромирове Євангеліє. Аркуш 271

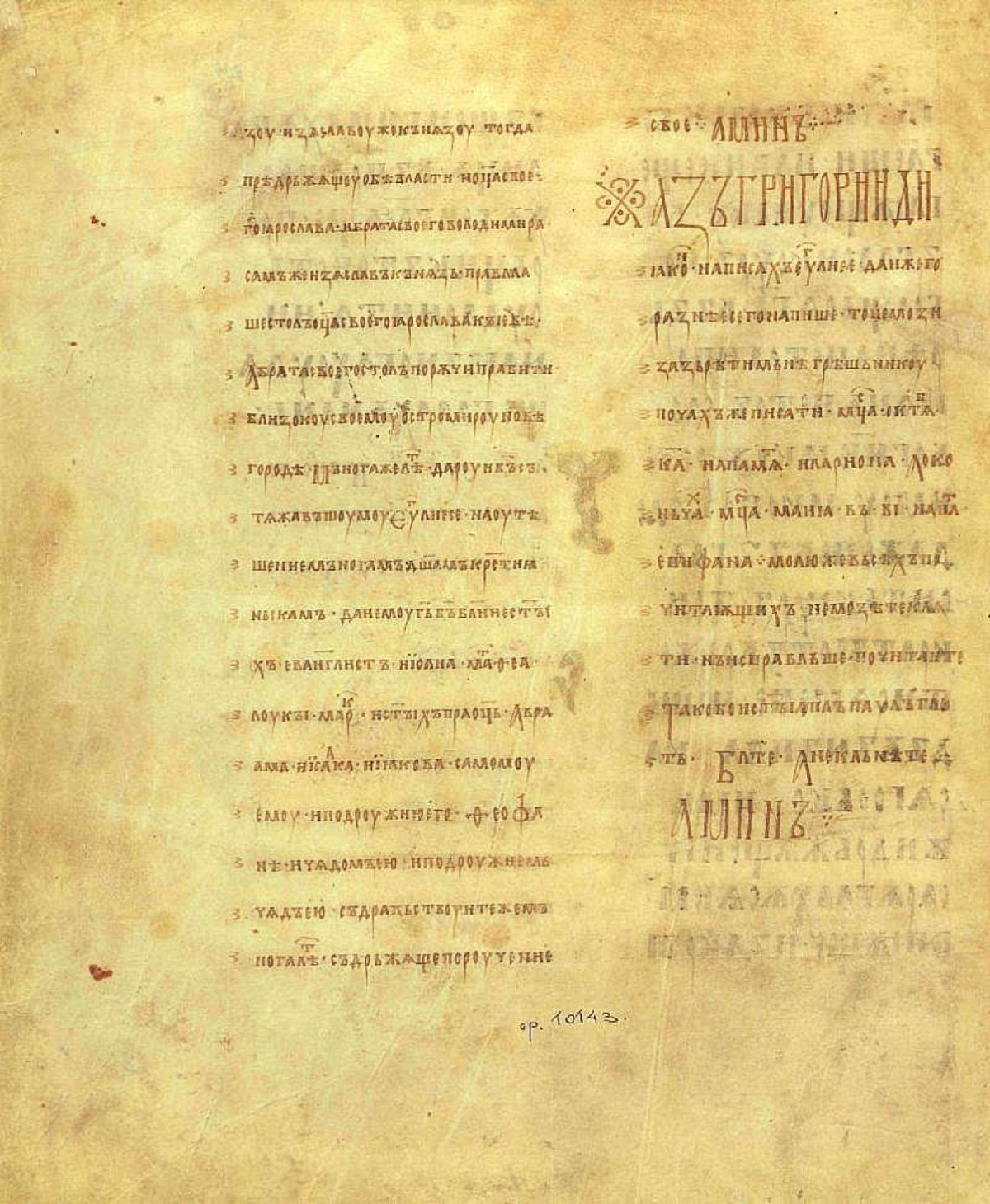
Остромирове Євангеліє. Аркуш із записом дяка Григорія

Остроми́рове Єва́нгеліє — одна з найвидатніших пам'яток старослов'янського письменства в давньоруській редакції, яка була створена на Русі. Пам'ятка української мови. У пам'ятці зафіксовано типові риси української мови.
«Остромирове Євангеліє» містить євангельські читання для неділі та свят. Переписане у 1056—1057 роках із болгарського оригіналу, як гадають, у Києві дияконом Григорієм для новгородського посадника Остромира, який в написі книги названий родичем князя Ізяслава Ярославича (за гіпотезою Анжея Поппе, згадана в надписі дружина Остромира Феофана могла бути донькою Володимира Святославича та Ганни Візантійської). За гіпотезою Юрія Диби та Ігоря Мицька походження протографу книги слід пов'язувати зі скрипторієм чеського бенедиктинського слов'янського монастиря в Сазаві, про що свідчить її місяцеслов та художнє оформлення. Імовірно також, що у Києві могли знайти прихисток і сазавські монахи-вигнанці.

## Опис
Євангеліє-апракос написане великим гарним уставним письмом, причому розмір літер поступово зростає до кінця книги (від 5 до 7 мм). Текст написаний двома стовпчиками по 18 рядків на сторінці з розмірами близько 20x24 см. Численні багатобарвні ініціали, фігурні заставки, зображення євангелістів (Іоана, Луки та Марка), які намальовані з вражаючою майстерністю. В тексті вживається кіновар. Рукопис складається із 294 аркушів доброго пергаменту, проте не найвищої якості: є аркуші із зашитими розрізами та з дірками, які були в аркуші ще до написання тексту. Ініціали, які яскраво розфарбовані зеленою, червоною, блакитною і білою фарбами та обведені чистим (накладним) золотом — найпомітніша особливість художнього оформлення «Остромирового Євангелія». Кожен з них оригінальний, відрізняється особливим малюнком і комбінацією кольорів. Загадковими для дослідників залишаються східні риси в малюнках заголовних літер, що зображають голови хижих птахів і фантастичних химер — крокодилів та саламандр. У складний геометричний орнамент ініціалів вміло вписані і людські обличчя (у профіль або фас).
Рукопис особливо цікавий тим, що в його кінці переписувач детально розповів про обставини виготовлення і про час роботи:

Слава тебе г(оспод)и ц(ар)ю н(е)б(е)сьныи. яко подоби мя написати еу(ан)г(е)лие се. почахъ же е писати. Въ лет(о) .6564. А оконьчахъ е въ лет(о). 6565. Написахъ же еу(ан)г(е)лие се. рабоу б(о)жию нареченоу сущоу въ кр(е)щении иосифъ. а мирьскы остромиръ. близокоу сущоу изяславоу кънязоу. изяславоу же кънязоу тогда предрьжящоу обе власти и о(т)ца своего ярослава. и брата своего володимира. самъ же изяславъ кънязь . правлааше столъ о(т)ца своего ярослава кыеве. А брата своего столъ поручи правити близокоу своемоу остромироу нове городе. Мънога же лет(а) дароуи въсътяжавъшоумоу еу(ан)г(е)лие се. на оутешение мъногамъ д(у)шамъ кр(ь)стияньскамъ. да и емоу г(оспод)ь б(ог)ъ бл(агослове)ние с(вя)тыхъ еванг(е)листъ. и иоана. матфеа. лоукы. марк(а). и с(вя)тыхъ прао(те)ць. Авраама. и исаака. и иякова. самомоу емоу. и подроужию его. феофане. и чядомъ ею. и подроужиемь чадъ ею. съдравьствоуите же мънога лет(а). съдрьжаще пороучение свое. аминъ.

Азъ Григории Диякон(ъ). написахъ еу(ан)г(е)лие е. да иже горазнее сего напише. то не мози зазьрети и мьне грешьникоу. почахъ же писати м(е)с(я)ца октяб(ря). 21. на памят(ь). илариона. А оконьчах(ъ). м(е)с(я)ца. маия въ. 12. на па(мя)т(ь) епифана… молю же вьсехъ почитающихъ не мозете кляти. нъ исправльше. почитаите Тако бо и с(вя)ты(и) ап(осто)лъ паулъ гл(агол)етъ. Бл(агослови)те. А не кленете. аминъ.

Таким чином «Остромирове Євангеліє» — найдавніша точно датована велика за обсягом рукописна пам'ятка, створена на Київській Русі (за винятком віднайденого 2000 року російськими археологами Новгородського кодексу, який, попри те, є пам'яткою зовсім іншого характеру). В ньому, крім особливостей загальнодавньоруських, відбито й такі мовні особливості, які згодом стали характерними для мови українського народу. «Остромирове Євангеліє» є одним із важливих джерел вивчення старослов'янської і давньоруської мов.
Зберігався рукопис у Софійському соборі в Новгороді. Вважається, що воно вперше було виявлено 1701 року (зазначено в описі одного з храмів московського Кремля). 1720 року відіслано, поряд з іншими старими книгами, за наказом Петра I в Санкт-Петербург. Потім сліди його губляться до 1805 року, коли воно було виявлено серед речей у гардеробі померлої Катерини II. Олександр I розпорядився передати книгу до Імператорської публічної бібліотеки (нині Російська національна бібліотека ім. М. Салтикова-Щедріна, Санкт-Петербург), де вона зберігається й донині. Рукопис було прикрашено перетином-окладом з коштовним камінням, через що він мало не загинув, бо 1932 року, розбивши вітрину, його викрав водопровідник. На щастя, зловмисник, відірвавши палітурку, закинув рукопис в шафу (за іншими даними — на шафу), де її незабаром знайшли. Заново переплітати рукопис не стали.
З початку XIX століття почалося наукове вивчення рукопису. Вперше «Остромирове Євангеліє» було видане А. X. Востоковим 1843 з додатком короткої граматики словника та грецького тексту, поданого під рядком. Для цього видання (не факсимільного, а набірного) був виготовлений спеціальний слов'янський шрифт, який був покликаний якомога точніше відтворити почерк оригіналу (Існує передрук: Wiesbaden, 1964). Пізніше вийшли й факсимільні видання (чорно-біле, 1883; кольорове подарункове у форматі оригіналу: Л.: Аврора, 1988). Неодноразово видавався текст пам'ятки. Його уривки входили до обов'язкової програми шкіл у царській Росії.
Матеріали «Остромирового Євангелія» були використані, в певній мірі, для створення сучасних граматики і словників старослов'янської мови. Пам'ятці та її мові присвячено чимало досліджень, однак мова цього рукопису, особливості його словника, як і раніше, вимагають ґрунтовного вивчення.

## Мова рукопису

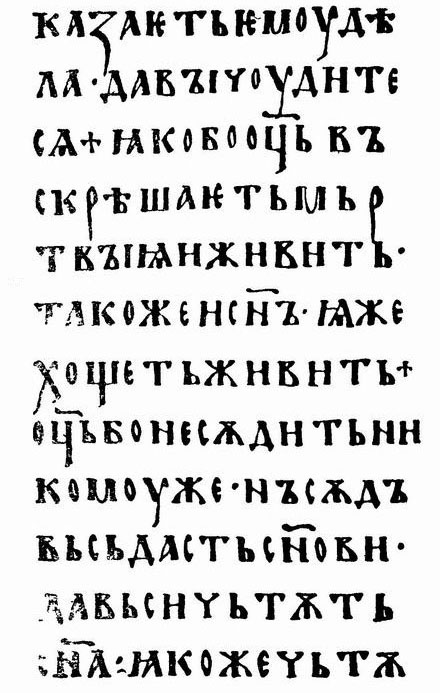

При фронтальному обстеженні церковнослов'янських пам'яток другої половини XI ст. і пізніших, таких як Остромирове Євангеліє 1056—1057 рр. та інших книг київського походження, створених церковнослов'янською мовою, знаходимо серед церковнослов'янської мовної стихії десятки й сотні прикладів відбиття мовних рис, характерних для живої української мови. Це — специфічний гортанний звук h замість вибухового g, специфічно український голосний звук и, що виник унаслідок злиття давніх ы, і, взаємно наближені ненаголошені голосні е и та и е, голосний і на місці давнього ѣ («ятя»), чимало притаманних українській мові морфологічних особливостей, місцеві слова, такі як багатьє, багно, гай, глечик, гребля, жадати, жито, зоря, кожух, криниця, лазня, оболонь, полонина, тулитися, ховатися, яр та чимало інших.
На відміну від інших пам'яток XI ст. в «Остромировому Євангелії» спостерігається правильна передача редукованих голосних звуків літерами ъ, ь. Ця фонетична особливість була загальною для старослов'янської та інших слов'янських мов, тому руський переписувач за традицією добре передавав її на письмі, хоч вона в той час вже зникала. Там же, де в XI в. вже спостерігалися відмінності між старослов'янською мовою та руськими особливостями, переписувач мимоволі їх змішував. Це дозволяє ідентифікувати «Остромирове Євангеліє» як одну з перших пам'яток старослов'янською мовою.
«Остромирове Євангеліє» має виняткове значення для зіставлення старослов'янських та давньоруських особливостей у пам'ятках XI ст. Тут спостерігається ряд давньоруських рис. До таких рис в першу чергу, відноситься змішання букв ѧ, ѩ, ѫ, ѭ, що позначають носові голосні, з буквами ѹ, ю, я. В давньоруській мові XI ст. носові голосні звуки, які були раніше характерні для всіх слов'янських мов, вже збігалися зі звуками ѹ, ю, я. Тому Григорій, переписуючи старослов'янський текст, не завжди правильно передавав на письмі відповідні літери. Він пише:
- рабѫ замість рабѹ
- въкѹсить замість въкѫситъ
- нѹждѫ замість нѫждѫ
- землю замість землѭ та інш.

Замість старослов'янських сполучень ръ, лъ, рь, ль, що передають складові л и р, іноді вживаються давньоруські поєднання редукованих голосних з плавними л, р:
- вьрхъ замість врьхъ
- напълнишѧ замість наплънишѧ
- скърбь замість скръбь та інш.

Особливо часто у пам'ятці зустрічаються давньоруські закінчення дієслів третьої особи однини і множини на -ть:
- сѫть замість сѫтъ
- имѫть замість имѫтъ
- дасть замість дастъ
- бысть замість быстъ та інш.

У євангельському тексті Григорій послідовно передає старослов'янські неповно-голосні форми слів:
гладъ, глава, гласъ та інш.
У післямові він користується давньоруськими повноголосними формами слів: въ новѣгородѣ, володіміръ та інш.